# Michaelis

Dicionários e gramáticas Michaelis

Michaelis é uma marca de dicionários de língua portuguesa e estrangeira publicado no Brasil pela editora Melhoramentos. Também há sob essa marca livros de gramática de diversos idiomas. O primeiro dicionário Michaelis foi criado no final do século XIX pela lexicógrafa alemã Henriette Michaelis, em colaboração com sua irmã Carolina Michaelis de Vasconcelos.